# Hautasaari (ö i Inari, Inkavaara)
Hautasaari, nordsamiska: Hävdisuálui, är en ö i Finland. Den ligger i sjön Muddusjärvi och i kommunen Enare i den ekonomiska regionen Norra Lappland och landskapet Lappland, i den norra delen av landet, 1 000 km norr om huvudstaden Helsingfors. Öns area är 1,6 hektar och dess största längd är 240 meter i nord-sydlig riktning.